# Neobisium bernardi
Neobisium bernardi är en spindeldjursart som beskrevs av Max Vachon 1937. Neobisium bernardi ingår i släktet Neobisium och familjen helplåtklokrypare.

## Underarter
Arten delas in i följande underarter:
- N. b. bernardi
- N. b. franzi
- N. b. gennargentui